# Frea zambesiana
Frea zambesiana là một loài bọ cánh cứng trong họ Cerambycidae.